# Kinsale
Kinsale (Cionn tSáile, en irlandés) es un pueblo en la costa del sur del condado de Cork, en la República de Irlanda. Localizada a unos 25 km al sur de la ciudad de Cork, en la desembocadura del río Bandon.

## Historia
El pueblo ha pasado a la historia por el episodio conocido como el «socorro a Kinsale» o batalla de Kinsale (1601-2) en la guerra de los nueve años y, en un contexto más amplio, de la guerra anglo-española de 1585-1604.